# Cariblatta mineira
Cariblatta mineira är en kackerlacksart som först beskrevs av Isolda Rocha e Silva-Albuquerque 1955.
Cariblatta mineira ingår i släktet Cariblatta och familjen småkackerlackor. Inga underarter finns listade i Catalogue of Life.